# Claude Boniface
Pour les articles homonymes, voir Boniface.
Pas d'image ? Cliquez ici

a Compétitions nationales et continentales officielles uniquement.

Claude Boniface, né le 5 mars 1930 à Tercis-les-Bains et mort le 14 mai 2002 à Dax, est un joueur français de rugby à XV qui évolue au poste de demi d'ouverture.

## Biographie
Claude Boniface naît le 5 mars 1930 à Tercis-les-Bains.
Il intègre l'US Dax dès les catégories de jeunes. En tant que capitaine de l'équipe, il est sacré champion de France à deux reprises en Coupe Frantz-Reichel, en 1949 et 1950. Promu par la suite en équipe première, il fait partie de la première équipe dacquoise ayant atteint la finale de championnat de France, s'inclinant contre le FC Lourdes en 1956.
En parallèle de sa carrière sportive, il exerce le métier de cafetier.
Claude Boniface meurt le 14 mai 2002 à Dax, à l'âge de 72 ans.

## Palmarès
- Coupe Frantz-Reichel :
  - Vainqueur : 1949 et 1950 avec l'US Dax.
- Championnat de France :
  - Finaliste : 1956 avec l'US Dax.